# Alfons Gross
Alfons Rudolf Gross (ur. 29 lipca 1916 w Nunkirchen, zm. 4 marca 1989 w Iserlohn) – zbrodniarz hitlerowski, członek załogi niemieckiego obozu koncentracyjnego Mauthausen-Gusen i SS-Oberscharführer.
W trakcie II wojny światowej pełnił służbę w Gusen, podobozie KL Mauthausen. Od 1943 pełnił funkcję 2. Arbeitsdienstfhrera w wydziale odpowiedzialnym za organizację pracy przymusowej więźniów. W latach 1941–1942 brał udział w tzw. Totbadeaktionen, podczas których mordowano niezdolnych do pracy więźniów wielu narodowości (między innymi Polaków, obywateli radzieckich, Czechów, Hiszpanów i Żydów).
W 1968 w związku ze zbrodniami popełnionymi w trakcie Totbadeaktionen odbył się proces przed zachodnioniemieckim sądem w Hagen, a na ławie oskarżonych zasiadło czterech byłych esesmanów, wśród nich Alfons Gross. Został on skazany na 6 lat więzienia. W 1973 zwolniony.